# El Manatí
El Manatí è un sito archeologico nello stato messicano di Veracruz. 

## Storia
El Manatí era un luogo di sacrifici che fiorì dal 1600 a.C. fino al suo declino nel 1200 d.C. Molti oggetti unici sono stati ritrovati nel sito, tra cui le palle di gomma più antiche rinvenute e i manufatti in legno più antichi del Messico. Le palle di gomma venivano usate probabilmente nel gioco del tlachtli, mentre i manufatti in legno sono busti in stile "uomo allungato" tipico degli Olmechi. 
El Manatí è situato ai piedi del Cerro Manatí, a 15 km verso sud-est dal centro olmeco di San Lorenzo Tenochtitlán. 
Gli archeologi hanno identificato tre diverse fasi di depositi nel sito: la fase A (risalente al 1700 - 1600 a.C.), la fase B, e la fase Macayal (risalente al 1040 a.C.). I busti in legno sono stati costruiti nella fase Macayal.
Il luogo venne scelto come zona consacrata e cerimoniale a causa delle sue caratteristiche naturali:
- La presenza di una Sorgente, un segno comune nei siti sacri mesoamericani.
- La presenza di un pigmento rosso, possibilmente ematite, che simbolizzava il sangue.
- La sua posizione presso un monte.[4] Molti siti mesoamericani antichi erano situati ai piedi di montagne e colli.[3]

## Scoperte
Oltre alle dozzine di palle di gomma e i 37 busti di legno, gli scavi hanno riportato alla luce molte asce costruite in giadeite, ceramiche, pietre verdi legate in gruppetti (come collane), sculture con facce da bambino e frammenti relativi, bastoni, coltelli in ossidiana, ossa di bambini, e frammenti di ossa umane e animali. Molti degli oggetti erano in posizione specifica, testimoniando la sacralità del luogo.
Di nota sono i busti in legno, che erano solitamente avvolti in tappeti di fibra e legati con stringhe. Nonostante le forme stilizzate delle teste, i ricercatori spiegano che a causa della loro espressione i busti rappresentavano persone reali.
I busti in legno erano accompagnati solitamente da altri oggetti. Ad esempio:
- La Scultura 1 era associata con un bastone di legno e una scure verde scura.
- Le sculture 5, 6, e 7 erano interrate assieme, poste in modo che ognuna formasse il lato di un triangolo, affacciate verso l'interno. Coperte con un tappeto, erano associate a un cranio di un bambino e un bastone di legno.

Le ossa appartenevano a dei bambini; tra di esse vi sono teschi e femori. Questi resti indicano probabilmente che un tempo vi era stato un sacrificio umano, un rituale non attestato ufficialmente nella cultura degli Olmechi. I resti dei bambini sono associati con un busto in legno nella zona di sepoltura.